# Văn hóa Aurignac
Văn hóa Aurignac (phiên âm tiếng Việt: Văn hóa Ôrinhăc) là một kỹ nghệ khảo cổ thuộc hậu kỳ đá cũ có liên hệ với người Cro-Magnon (EEMH), tồn tại trong khoảng 43.000-26.000 năm trước đây. Giai đoạn hậu kỳ đá cũ ở châu Âu bắt đầu muộn hơn so với ở Levant, tương ứng với làn sóng bành trướng đầu tiên của Homo sapiens ra khỏi châu Phi. Họ tiếp tục lan sang châu Âu và kiến thiết nền văn hóa đầu tiên của người hiện đại ở đây, chính là văn hóa Aurignac.